# Paul Brooks
Paul Brooks (* 1959 in London, England) ist ein britischer Filmproduzent.

## Leben
Paul Brooks studierte zunächst Englisch, Philosophie, Psychologie und Soziologie an der Universität in London, arbeitete in der Immobilienbranche, ehe er als Filmproduzent tätig wurde. Mitte der 1990er Jahre gründete er die Produktions- und Vertriebsfirma Metrodome Group, die später unter anderem Filme wie Shadow of the Vampire oder My Big Fat Greek Wedding – Hochzeit auf griechisch produzierten, die beide jeweils eine Oscar-Nominierung erhielten.

## Filmografie (Auswahl)
- 1995: The Race – Fernes Ziel (Clockwork Mice)
- 1995: Proteus – Das Experiment (Proteus)
- 1996: Darklands
- 1998: Mr. Spitz (The Real Howard Spitz)
- 1999: One More Kiss
- 2002: Sonny
- 2002: Rolling Kansas
- 2004: Jiminy Glick in Gagawood (Jiminy Glick in Lalawood)
- 2005: White Noise – Schreie aus dem Jenseits (White Noise)
- 2005: Wedding Date (The Wedding Date)
- 2005: Mein verschärftes Wochenende (The Long Weekend)
- 2006: Slither – Voll auf den Schleim gegangen (Slither)
- 2006: Griffin & Phoenix
- 2007: Von Frau zu Frau (Because I Said So)
- 2007: Whisper
- 2008: Nur über ihre Leiche (Over Her Dead Body)
- 2008: My Sassy Girl – Unverschämt liebenswert (My Sassy Girl)
- 2009: New in Town
- 2009: Das Haus der Dämonen (The Haunting of Connecticut)
- 2009: Blood Creek (Town Creek)
- 2009: Die vierte Art (The Fourth Kind)
- 2009: The New Daughter
- 2010: So spielt das Leben (Life as We Know It)
- 2012: ATM – Tödliche Falle (ATM)
- 2012: Pitch Perfect
- 2013: Das Haus der Dämonen 2 (The Haunting in Connecticut 2: Ghosts of Georgia)
- 2014: The Possession of Michael King
- 2014: Search Party
- 2015: Pitch Perfect 2
- 2017: Pitch Perfect 3
- 2018: I Still See You – Sie lassen dich nicht ruhen (I Still See You)
- 2025: Last Breath